# Popoluca
El término popoluca o popoloca (del náhuatl 'alguien que habla como balbuceando') es un exónimo despectivo que los aztecas aplicaron a diferentes pueblos, originarios de México, de hecho el término popoluca es similar en connotación y significado al término bárbaro de griegos y romanos.
El término es confuso porque corresponde a etnias que hablan diferentes lenguas no-relacionadas entre sí.

## Lenguas zoqueanas llamadas "popoluca"
Los popolucas que hablan Lenguas mixe-zoqueanas son, junto con los mixes, descendientes lingüísticos y culturales de los olmecas, civilización madre de Mesoamérica cuya lengua testimoniada epigráficamente ha sido traducida recientemnte a partir del proto-mixe-zoque reconstruido.
A menudo son considerados como una rama de la etnia mixe, zoque y olmeca y, al contrario que otros grupos, no mantienen una intensa solidaridad étnica, sino más bien lingüística. Esto ha dificultado la creación de organismos representativos popolucas y la falta de representación de la etnia en las instancias estatales o nacionales. La variedad de nombres con que se autodenominan (núntaha’yi, tuncapxe, yaac avu, nuntajuyi, actebet o anmati) dan una idea de la falta de una identidad lingüística o étnica definida, por lo que a menudo se llaman a sí mismos popoluca, aunque ésta sea una denominación náhuatl y por tanto foránea. 
Los popolucas habitan en el sur del estado de Veracruz principalmente en los municipios de Oluta, Sayula de Alemán, Texistepec, Hueyapan de Ocampo, Mecayapan, Pajapan y Soteapan, aunque también se encuentran grupos de lengua popoluca en las ciudades de Minatitlán y Coatzacoalcos. Dada la difícil intercomprensión de las variantes o dialectos popolucas a veces se habla de cuatro lenguas diferentes aunque relacionadas y agrupadas bajo la denominación 'popoluca'. Estas variantes, más relacionadas con el zoque o con el mixe según su situación geográfica, son:
- Popoluca de Texistepec (poq) y Soteapan (poi) también llamado zoque del Golfo pertenece, junto al zoqueano de la familia mixe-zoqueana. Las dos variantes popolucas de Soteapan y Texistepec respectivamente (con una lengua más "zoqueana" estrechamente emparentada con el zoque de Tabasco, Chiapas y Oaxaca)
- Popolucas de Sayula de Alemán (pos) y Oluta (plo) con características más propiamente "mixeana", emparentadas con los dialectos septentrionales del mixe oaxaqueño).

Todas las variantes de popoluca son lenguas que sufrieron una pérdida de hablantes importante en favor del náhuatl y el español por su situación en el istmo de Tehuantepec, crucero de culturas, comercio e influencias políticas.

## Lenguas otomangueanas llamadas "popoloca"
Varias lenguas otomangueanas fueron llamadas popolocas por los aztecas. Actualmente se usa el términos lenguas popolocas para designar a un grupo estas lenguas que incluye el chocholteco, el ixcateco, el mazteco y las siguientes variantes estrechamente emparentadas con el Popoloca propiamente dicho:
- Popoloca de Mezontla pbe
- Popoloca de Coyotepec pbf
- Popoloca de Santa Inés Ahuatempan pca
- Popoloca de San Marcos Tlalcoyalco pls
- Popoloca de San Juan Atzingo poe
- Popoloca de San Felipe Otlaltepec pow
- Popoloca de San Luis Temalacayuca pps

Estas variantes suman alrededor de 30 mil hablantes distribuidos en 7 aldeas en el sur del Estado de Puebla cerca de Tehuacán.